# Danny B.
Danny Balaka, známý především pod svým pseudonymem Danny B., je kanadský bluesový textař, skladatel, zpěvák a harmonikář, frontman skupiny The Danny B. Blues Band. 
Pochází z Westonu v Ontariu, kam se čas od času vrací a kde také pořádá vystoupení. Již od mládí hrál na několik hudebních nástrojů, nejlépe ale ovládá harmoniku. Spolu s několika dalšími hudebníky založil před více než třiceti lety, roku 1972, skupinu The Danny B. Blues Band, která si získala popularitu nejen v Severní Americe, ale je také poměrně dobře známá i mezi posluchači blues v zámoří.